# قطر في كوبا أمريكا
كوبا أمريكا هي بُطولة كرة قدم قارية تتنافسُ عليها مُنتخبات أمريكا الجنوبية وتُحدد بطل القارة. مُنذ تأسيسها وحتى عام 1967، كانت تُعرف باسم «بطولة أمريكا الجنوبية». وتعد أقدم بطولة قارية في العالم.
قطر ليست عضوًا في اتحاد أمريكا الجنوبية لكرة القدم. ولكن نظرًا لأن كونميبول بها عشرة اتحادات أعضاء فقط، فقد تم استدعاء طرفي نهائي كأس آسيا 2019 المنتخب القطري والمنتخب الياباني للعب في كوبا أمريكا 2019.

## سجل قطر في كوبا أمريكا
مُنتخب قطر هو ثاني مُنتخب من خارج الأمريكتين يشارك في بطولة كوبا أمريكا، وكان ذلك عام 2019.
| سجل كوبا أمريكا | سجل كوبا أمريكا                                                      | سجل كوبا أمريكا                                                      | سجل كوبا أمريكا                                                      | سجل كوبا أمريكا                                                      | سجل كوبا أمريكا                                                      | سجل كوبا أمريكا                                                      | سجل كوبا أمريكا                                                      | سجل كوبا أمريكا                                                      |
| العام           | النتيجة                                                              | المرتبة                                                              | لعب                                                                  | ف                                                                    | ت*                                                                   | خ                                                                    | أ ل                                                                  | أ ع                                                                  |
| --------------- | -------------------------------------------------------------------- | -------------------------------------------------------------------- | -------------------------------------------------------------------- | -------------------------------------------------------------------- | -------------------------------------------------------------------- | -------------------------------------------------------------------- | -------------------------------------------------------------------- | -------------------------------------------------------------------- |
| 2019            | مرحلة المجموعات                                                      | العاشر                                                               | 3                                                                    | 0                                                                    | 1                                                                    | 2                                                                    | 2                                                                    | 5                                                                    |
| 2021            | استُدعيَ، وانسحب لاحقًا بسبب إعادة جدولة مُباريات تصفيات كأس العالم 2022 | استُدعيَ، وانسحب لاحقًا بسبب إعادة جدولة مُباريات تصفيات كأس العالم 2022 | استُدعيَ، وانسحب لاحقًا بسبب إعادة جدولة مُباريات تصفيات كأس العالم 2022 | استُدعيَ، وانسحب لاحقًا بسبب إعادة جدولة مُباريات تصفيات كأس العالم 2022 | استُدعيَ، وانسحب لاحقًا بسبب إعادة جدولة مُباريات تصفيات كأس العالم 2022 | استُدعيَ، وانسحب لاحقًا بسبب إعادة جدولة مُباريات تصفيات كأس العالم 2022 | استُدعيَ، وانسحب لاحقًا بسبب إعادة جدولة مُباريات تصفيات كأس العالم 2022 | استُدعيَ، وانسحب لاحقًا بسبب إعادة جدولة مُباريات تصفيات كأس العالم 2022 |
| المجموع         | -                                                                    | -                                                                    | 3                                                                    | 0                                                                    | 1                                                                    | 2                                                                    | 2                                                                    | 5                                                                    |

| تاريخ كوبا أمريكا | تاريخ كوبا أمريكا | تاريخ كوبا أمريكا | تاريخ كوبا أمريكا | تاريخ كوبا أمريكا | تاريخ كوبا أمريكا            |
| العام             | الدور             | التاريخ           | الخصم             | النتيجة           | الملعب                       |
| ----------------- | ----------------- | ----------------- | ----------------- | ----------------- | ---------------------------- |
| 2019              | مرحلة المجموعات   | 16 يونيو          | باراغواي          | ت 2–2             | ملعب ماراكانا، ريو دي جانيرو |
| 2019              | مرحلة المجموعات   | 19 يونيو          | كولومبيا          | خ 0–1             | ملعب مورومبي، ساو باولو      |
| 2019              | مرحلة المجموعات   | 23 يونيو          | الأرجنتين         | خ 0–2             | ملعب غريميو، بورتو أليغري    |